# Басейн корисної копалини

Мапа основних седиментаційних (осадових) басейнів Центральної Африки та Західної Африки.

Басе́йн ко́ри́сної копа́лини — замкнена область безперервного або майже безперервного поширення пластових осадових корисних копалин, пов'язаних з певною формацією гірських порід. Для різних частин басейну корисної копалини характерна спільність геолого-історичного процесу накопичення осадів в єдиній великій тектонічній структурі (прогині, ґрабені, синеклізі).
Басейни корисної копалини властиві родовищам вугілля (Кузнецький, Донецький, Підмосковний, Валансьєннський тощо), нафти і горючого газу (Волго-Уральський, Західно-Сибірський, Мексиканської/Американської затоки та ін.), нерудних корисних (соляні басейни — Артемівсько-Слов'янський, Солікамський, Іркутський, Штасфуртський і ін.) копалин, рудних родовищ (Криворізький залізорудний, Нікопольській марганцеворудний і ін.).

## Види
Розрізнюють такі басейн корисної копалини: 
- вугленосні,
- нафтогазоносні,
- соленосні,
- залізорудні та ін.

## Українські басейни
В Україні, наприклад, Донецький вугільний басейн, Криворізький залізорудний басейн, Передкарпатський сірконосний басейн і т. д.